# Jean Julien
Pour les articles homonymes, voir Julien.
Jean Pierre Louis Joseph Julien est un peintre et lithographe français né à Marseille le 12 mai 1888 et mort à Sanary-sur-Mer le 5 septembre 1974.

## Biographie
Jean Julien est élève de Fernand Cormon à l'École nationale supérieure des beaux-arts de Paris. Exposant régulier du Salon des artistes français, ami de Marcel Pagnol, Fernandel, Raimu et Tino Rossi, Guy Dornand l'a appelé « l'ambassadeur de la Provence à Paris ». Dans l'entre-deux-guerres, il séjourne en Italie, effectue un voyage en Afrique du Nord et conçoit des affiches pour le tourisme, des fresques murales et des décors de théâtre, tout en restant fidèle à sa ville natale. Avec son confrère Auguste Durand-Rosé, il est membre de l'Association des Marseillais de Paris. 
Les ouvrages décoratifs que signe Jean Julien en 1933 à Paris pour l'école de la rue Saint-Martin résultent de l'adoption de son projet, à la suite de la proposition par Emmanuel Pontremoli, directeur de l'École nationale supérieure des beaux-arts, de plusieurs noms d'artistes habilités à concourir à cette fin, dont, outre Jean Julien, Clément Serveau et Hugues de Beaumont.
Il enseigna à l'école des beaux arts de Paris et fut professeur de dessin à l'école polytechnique.

## Œuvres

### Fresques murales
- Marseille, opéra municipal : contribution au plafond de la salle[6], deux peintures du hall (Marseille glorifie l'art lyrique et Évocation de la danse), quatre panneaux pour le couloir des loges (Pan jouant de la flûte, Apollon et les muses, Bacchus, Orphée).
- Paris, école du 211, rue Saint-Martin (André Berry, architecte) : Les Travaux des champs, fresque, et La Moisson, dessus de porte, 1933[7].

### Décors pour le théâtre
- Un de la Canebière, 1935, opérette d'Alibert, René Sarvil, Raymond Vincy et Vincent Scotto, mise en scène de Maurice Poggi, avec Alibert, Rellys et Mireille Ponsard, théâtre des Célestins à Lyon, puis Bobino à Paris.

### Affiches
- La cour de la mosquée de Paris, 1930.

## Bibliophilie
- Charles Fouqueray, André Galland, Georges Gobo, René Jaudon; Lucien Jonas, Paul Jouve, Jean Julien, Francisque Poulbot, Gaston Prost…, Les souffrances de la France - Retraite, restriction, ravages, résistance, représailles, résurrection, chemise de 42 lithographies 25x33cm (presses de Détruit, Mourlot et Mousset), 200 exemplaires numéroté, La Lithographie, Paris, 1945.

## Expositions

### Expositions personnelles
- Jean Julien : La Provence, galerie Georges Petit, 1927.

### Expositions collectives
- Salon des artistes français, de 1910 à 1967 (médaille d'argent en 1921, médaille d'or en 1928).
- L'école en images - Décors parisiens des années 1930, Petit Palais, Paris, octobre 2013 - janvier 2014[8],[7].

## Ventes publiques
- Claude Robert, commissaire-priseur à Paris, Vente de l'atelier Jean Julien, hôtel Drouot, Paris, 30 janvier 1978[2].

## Réception critique
- « Chantre de la luminosité, sa palette distillait le soleil. Des Alpilles au littoral, des mas ocres aux pinèdes bruissantes, il était le serviteur talentueux d'une nature riche de tous les dons. Écoutez - oui ! Écoutez ses toiles -, vous entendrez crisser les cigales. » - Guy Dornand[3]
- « Il y a là des paysages des environs de Marseille, effectués avec une rare maîtrise. L'artiste, qui est marseillais, a pu voir son pays et en rendre la beauté radieuse, par temps ensoleillé comme par temps grisâtre. Coloriste de classe, il transporte de la palette sur sa toile les bleus, les rouges, les verts, les jaunes, les ocres, donnant les nuances nécessaires, n'exagérant pas les crudités dues à l'ardeur du soleil, comme d'autres l'ont fait, mais donnant au contraire, par la sureté de ses tons, l'impression du réel. » - Fernand Hauser[3]
- « Les paysages et les natures mortes de Jean Julien sont d'une grande luminosité, soutenus par un dessin rigoureux et une composition très étudiée. Rien de vulgaire ni de criard dans cette peinture résolument figurative qui reste gaie, éclatante et équilibrée. Ce n'est pas sans raison qu'une importante galerie de la rive gauche avait intitulé l'exposition des œuvres de Julien Coup de soleil : Marseillais d'origine, Julien a du soleil plein sa palette. » - Françoise de Perthuis[2]
- « Quelques natures mortes solides, des marines et surtout des paysages, bien orchestrés en couleurs chaudes, de la campagne provençale et de la côte. » - Gérald Schurr[9]

## Récompenses et distinctions
- Médaille d'or du Salon des artistes français[10].
- Prix Maguelonne-Lefebvre-Glaize, 1921.
- Prix Raigecourt-Goyon, 1923.
- Chevalier de la Légion d'honneur, 1930.
- Prix John Hemming Fry, 1933.

## Collections publiques
- Arles, musée Réattu : Journée d'été à Cassis, huile sur toile 235x280cm, vers 1824 (dépôt du Centre national des arts plastiques)[11].
- Charleval, hôtel de ville, Oliviers à Sanary, huile sur toile 54x65cm, vers 1949 (dépôt du Centre national des arts plastiques)[12].
- Foix, préfecture de l'Ariège : Le Puits, huile sur toile 81x100cm (dépôt du Centre national des arts plastiques)[13].
- Givors, hôtel de ville, La place des palmiers, huile sur toile 73x62cm, vers 1926 (dépôt du Centre national des arts plastiques)[14].
- Houlbec-Cocherel, mairie, Vue de Sanary, huile sur toile 73x92cm, vers 1945 (dépôt du Centre national des arts plastiques)[15].
- Istres, maison des Associations : Portrait de Félix Gouin, maire d'Istres, 1945, peinture[16].
- Marseille :
  - musée des Beaux-Arts : L'Été à Sanary, huile sur toile 200x270cm, 1932 (dépôt du Centre national des arts plastiques)[17].
  - Musée Cantini :
    - Les vendanges à Capri, huile sur toile 180x180cm, vers 1927[18] ;
    - L'été à Sanary, huile sur toile 218x270cm, vers 1932[19].

  - Conseil départemental des Bouches-du-Rhône (salle des réunions plénières) : Déjeuner en Provence, huile sur toile 250x300cm, vers 1919 (dépôt du Centre national des arts plastiques)[20].
  - Préfecture des Bouches-du-Rhône, Le port de marseille - Retour des chalutiers, huile sur toile, largeur 400cm, vers 1957 (dépôt du Centre national des arts plastiques)[21].
- Paris :
  - Assemblée nationale : La Terrasse du cabanon, Carry.
  - Département des estampes et de la photographie de la Bibliothèque nationale de France[10].
  - faculté de droit : Bastide au soleil, huile sur toile 72x84cm, vers 1928 (dépôt du Centre national des arts plastiques)[22].
  - Petit Palais :
    - Marseille, le port. Commerce, 1933, huile sur toile, esquisse pour le préau de l'école de la rue Saint-Martin à Paris[23] ;
    - Auvergne, Salers. Agriculture, 1933, huile sur toile, esquisse pour le préau de l'école de la rue Saint-Martin à Paris[24].
- Metz, cour d'appel, Vue du vieux port de Marseille, huile sur panneau 60x73cm; vers 1954[25].
- Puteaux, Fonds national d'art contemporain ;
  - Vue du port de Martigues, huile sur toile 65x81cm, vers 1916[26] ;
  - "La terrasse du cabanon, Carry", huile sur toile 60x70cm, vers 1920[27] ;
  - Portique de l'église d'Amalfi, huile sur toile 50x38cm, vers 1923[28].
- Saint-Ouen-sur-Seine, mairie.
- Soulac-sur-Mer, mairie : Marine - Barques au Brux, huile sur toile 81x100 cm, vers 1934 (dépôt du Centre national des arts plastiques)[29].
- Unieux, mairie : Vue d'Allauch, huile sur toile 67x80cm, vers 1925 (dépôt du Centre national des arts plastiques)[30].

## Collections particulières référencées
- Paquebot France[31].